# Neukirchen (Sulzbach-Rosenberg)
Neukirchen é um município da Alemanha, no distrito de Amberg-Sulzbach, na região administrativa de Alto Palatinado, estado de Baviera.